# Église de la Madeleine d'Aix-en-Provence
Pour les articles homonymes, voir Église de la Madeleine (homonymie).
L'église de la Madeleine est une église dominicaine construite place des Prêcheurs à Aix-en-Provence. Elle fut construite en 1272 durant le Moyen-Âge. Cependant elle doit ses dispositions actuelles à Jean et Laurent Vallon, maîtres maçons et au gipier (plâtier) Esprit Ravanas, à qui les prêcheurs ont confié sont complet réaménagement, le 28 juillet 1691. Elle fut donc reconstruite de 1691 à 1703. Cette place doit son nom au couvent des Prêcheurs à proximité duquel a été érigée l'église Sainte-Madeleine, plus communément appelée « église de la Madeleine », de 1691 à1703 par l'architecte Laurent Vallon. L'architecte aixois Henri Révoil en remanie la façade de 1855 à 1860. Cet édifice a longtemps été considéré comme la plus belle église des Bouches-du-Rhône. Emmanuel de Fonscolombe (1810-1875) en est un des plus fameux maîtres de chapelle.
L'église de la Madeleine connaît actuellement des travaux de rénovation et de stabilisation de l'édifice. Le site est fermé au public depuis 2006 et aurait dû rouvrir en 2013, selon la mairie. En septembre 2020, les travaux extérieurs sont achevés mais la restauration intérieure devrait se poursuivre jusqu'en 2025.
Elle fait l’objet d’un classement au titre des monuments historiques depuis le 24 octobre 1988.

## Histoire

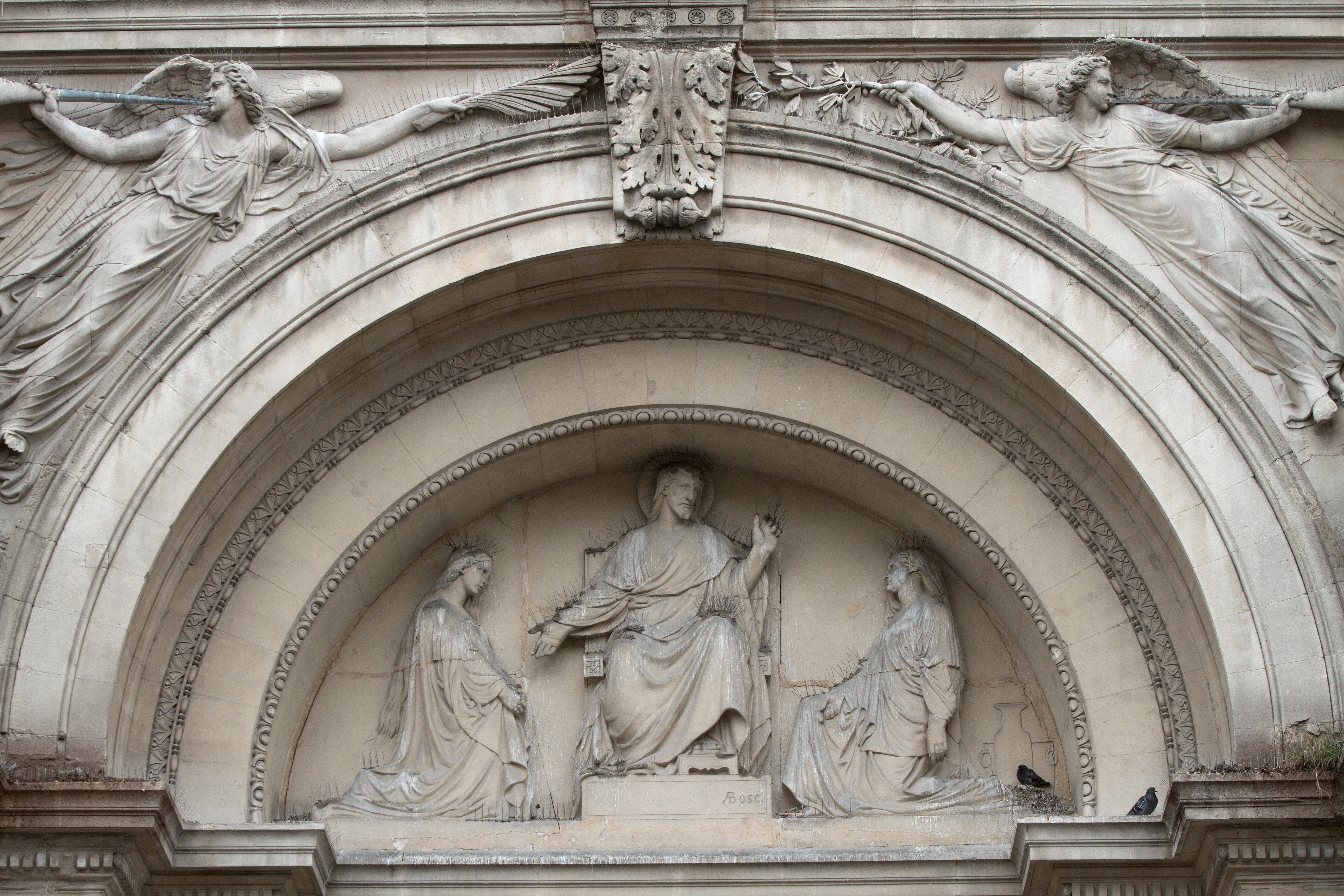
Fronton de la façade monumentale (1855-1860).

Les Frères prêcheurs  arrivent à Aix-en-Provence, en 1218. Ils s'établissent à Aix-en-Provence grâce à Raimond-Bérenger V de Provence qui leur a cédé en 1226 un terrain à l'extérieur de la ville comtale, près de son palais. Leur couvent comprend alors l'église et deux cloîtres qui ne fut achevé qu'après la mort de Raimond-Béranger V, en 1245, en 1277, sous son successeur Charles Ier d'Anjou marié à la fille de Raimond-Béranger V, Béatrice de Provence. Le couvent est alors dédié à saint Dominique et l'église à Notre-Dame.
En 1383, un incendie ravage l'église et les deux cloîtres du couvent des pères dominicains. Seuls l'église et le petit cloître ont été rétablis. Un tremblement de terre qui eut lieu cinquante ans plus tard qui le ruine. C'est cet événement et l'état de délabrement du bâtiment qui incite les consuls d'Aix à en demander la reconstruction, sous l'impulsion de Guigonnet Jarente, seigneur de Monclar et de Gémenos, partisan de la Seconde maison d'Anjou, après la mort de la reine Jeanne. Alors que Jarente meurt le 20 janvier 1401, avant la fin des travaux, il est inhumé dans le sanctuaire de l'église. La nouvelle église relevée est consacrée le 9 janvier 1450 par l'archevêque d'Aix, Robert Damiani, sous le nom de Notre-Dame-de-Pitié. L'église a été reconstruite trop rapidement car elle s'effondre partiellement le 28 décembre 1485.
C'est dans le réfectoire du couvent des Prêcheurs que les États de Provence se réunissent en 1487 pour prendre la résolution d'accepter de se donner au roi de France conformément au testament de Charles du Maine. Après des troubles organisés par le vicomte de Martigues, François de Luxembourg, la résolution de se donner au roi de France est renouvelé dans ce même réfectoire après le discours de l'archevêque d'Aix, Philippe Herbert, président des États, le 9 avril 1487.
L'église est reconstruite entre 1691 et 1703. La première pierre est posée le 1er septembre 1694. Après des discussions, il est décidé de relever les ruines sur les plans de l'église gothique. Plusieurs éléments de l'église gothique ont été conservés dans l'église actuelle dans le style classique.
En février 1790, les douze religieux présents dans le couvent sont contraints de le quitter. Le 7 mai 1791, le clergé constitutionnel installe la paroisse dans l'église des Prêcheurs. Le 22 mai, la statue de Notre-Dame de Grâce qui se trouvait dans le couvent des cordeliers y est transférée.
Jusqu'en 1798, l'église de la Madeleine est alternativement ouverte ou fermée. Elle a été mise sous scellée fin mars 1794. Elle est livrée aux assemblées du décadi en l'honneur de la déesse raison, en 1798. Elle devient un Temple de la Raison.
Le 20 août 1802, Jérôme Champion de Cicé rend l'église des Prêcheurs au culte. L'église des Prêcheurs prend le nom de Sainte Marie-Madeleine en remplacement de l'église de ce nom qui avait été abattue en 1791. Le nouveau nom de l'église est confirmé lors de sa consécration par Pierre-Ferdinand de Bausset-Roquefort, archevêque d'Aix-en-Provence, assisté de l'archevêque d'Avignon et des évêques de Digne et de Fréjus, quatre religieux aixois, le 30 avril 1822.
L'architecte Henri Révoil réalise la façade de l'église entre 1855 et 1860. Le tympan représente Jésus entre Marthe et Madeleine sculpté par Auguste Bosc.

## Orgue
L'orgue de la Madeleine, qui contient 3 500 tuyaux, est l'œuvre de Jean-Esprit Isnard et date de 1743. Celui-ci construira l'orgue de la cathédrale deux ans plus tard. L'orgue est bien conservé car 53 % des jeux d'origine subsistent. Il est restauré en 1855 par Prosper-Antoine Moitessier. Il reste encore 80 % de la partie sonore réalisée par ces deux facteurs d'orgue.
Le buffet est surmonté des armes du pape Pie VI.

## Personnalités baptisées dans l'église
- 21 juillet 1585 : François de Malherbe, fils de François de Malherbe[11], poète.
- 3 décembre 1660 : André Campra, compositeur ayant participé au renouveau de l’opéra français[12].
- 10 avril 1688 : Gaspard de Gueidan[13], président à mortier du Parlement.
- 12 juillet 1761 : Louis Charles Jean-Baptiste Michel[14], évêque de Fréjus.
- Février 1839 : Paul Cézanne[15], peintre.

## Personnalités inhumées dans l'église
On pouvait, jusqu'en 1792, voir dans l'église de la Madeleine les tombeaux de familles renommées, au nombre desquelles figuraient les Joannis, seigneurs de Châteauneuf et de la Brillanne, les Lévêque, seigneurs de Rougiers et de Saint-Étienne, et les Rabasse, seigneurs de Vergons.
La famille du marquis Charles de Johannes de La Brillanne aujourd’hui éteinte possède depuis la fin du XVe siècle son tombeau dans l'église.
Y figuraient aussi les tombes de Gervais de Beaumont, premier président du parlement, mort en 1529 à l'âge de 103 ans, ou encore Balthazar de Jarente, archevêque d'Embrun, premier président de la Chambre des comptes de Provence en 1515.

## Œuvres exposées
L'église de la Madeleine d'Aix-en-Provence abrite de nombreuses œuvres d'art, au nombre desquelles :
- La Mort de saint Joseph, de van Loo (1711).
- Le Christ et sainte Madeleine chez Simon le lépreux[16], Ex-voto offert pour la peste de 1720[17] de Michel Serre (1658-1733).
- Le Martyre de saint Paul, de Theodor Boeyermans (1670), 7 m x 4 m (volé par les Français de l'église Saint-Paul à Anvers en 1794 et envoyé par l’État français à la ville d’Aix-en-Provence en 1821)[18].
- La Nativité de Jésus, de Pierre Mignard (1657).
- Le panneau central du Triptyque de l'Annonciation, de Barthélemy d'Eyck (1443-1444), sauvé de la destruction lors de la Révolution et transféré dans l'église [19],[20] par Alexandre de Fauris de Saint-Vincens[21].

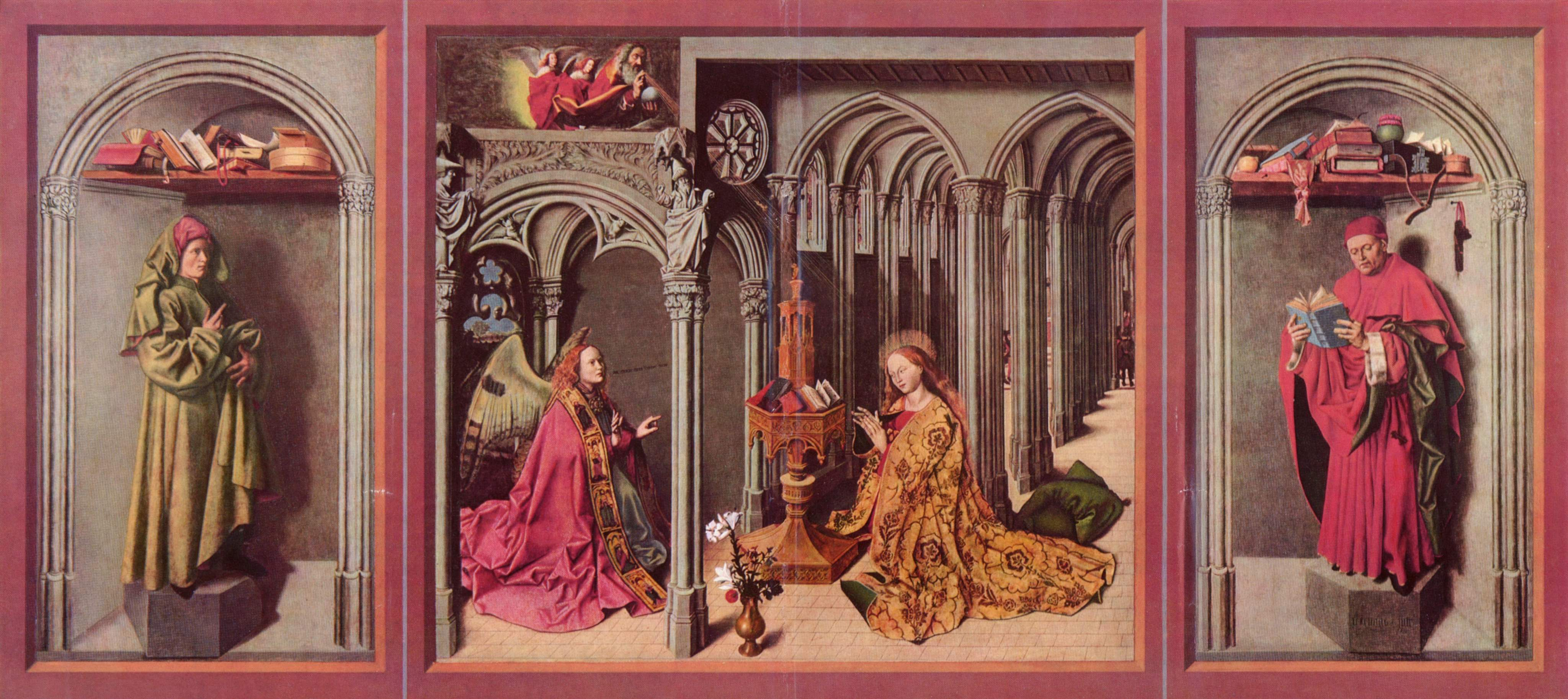
L'Annonciation, Barthélemy d'Eyck, ensemble du triptyque.
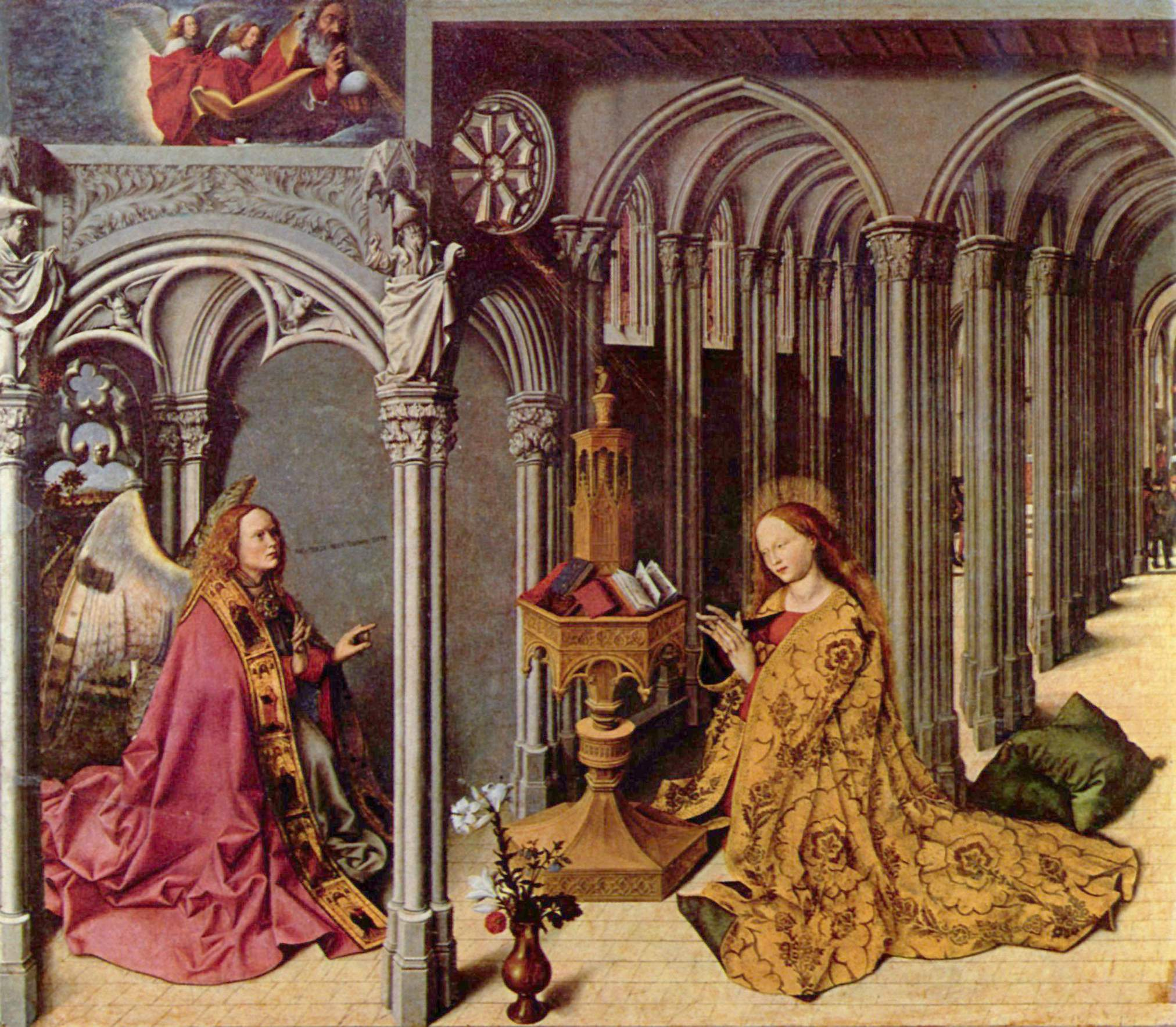
L'Annonciation, Barthélemy d'Eyck, panneau central.
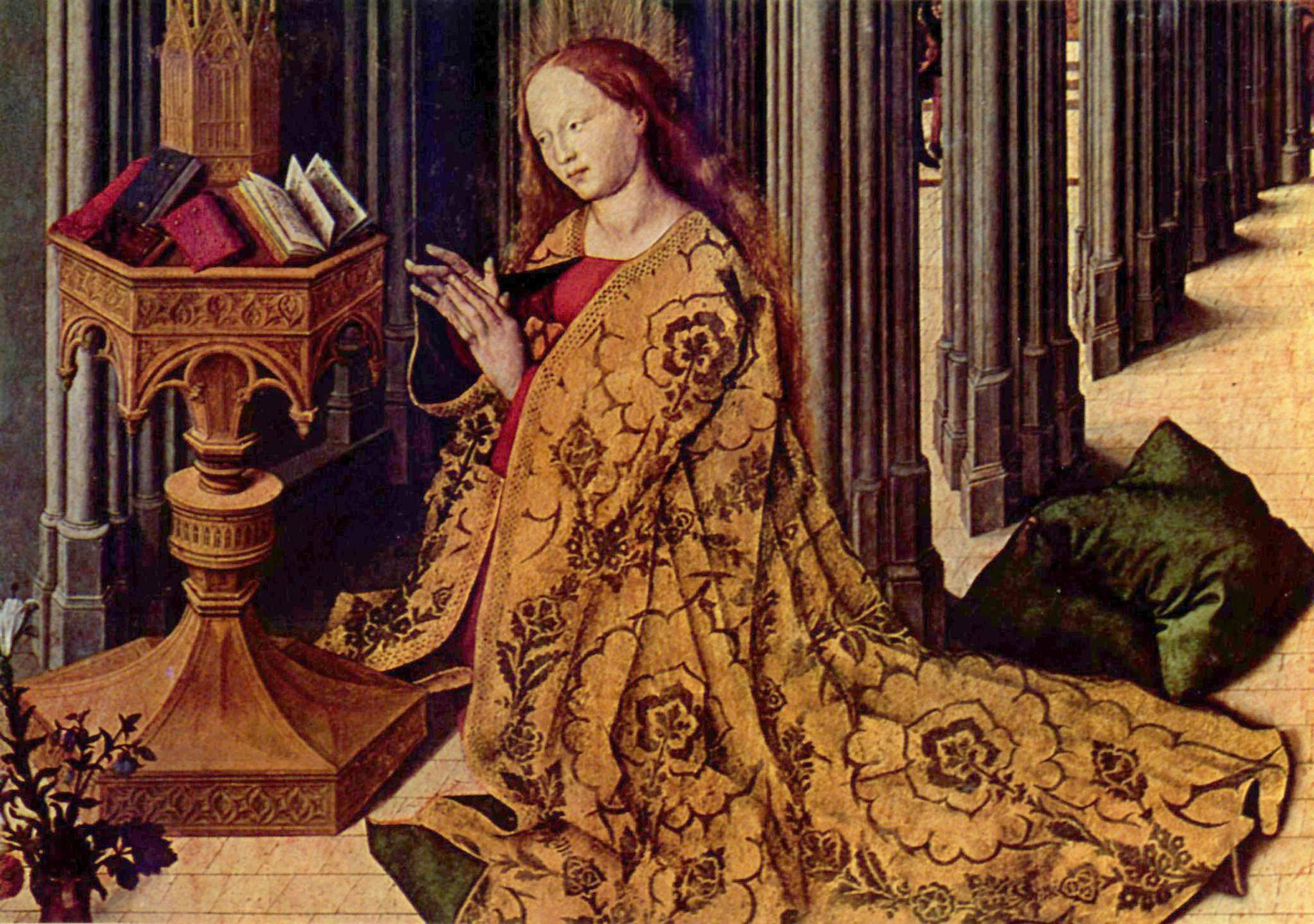
L'Annonciation, Barthélemy d'Eyck, panneau central (détail).

## Travaux de stabilisation

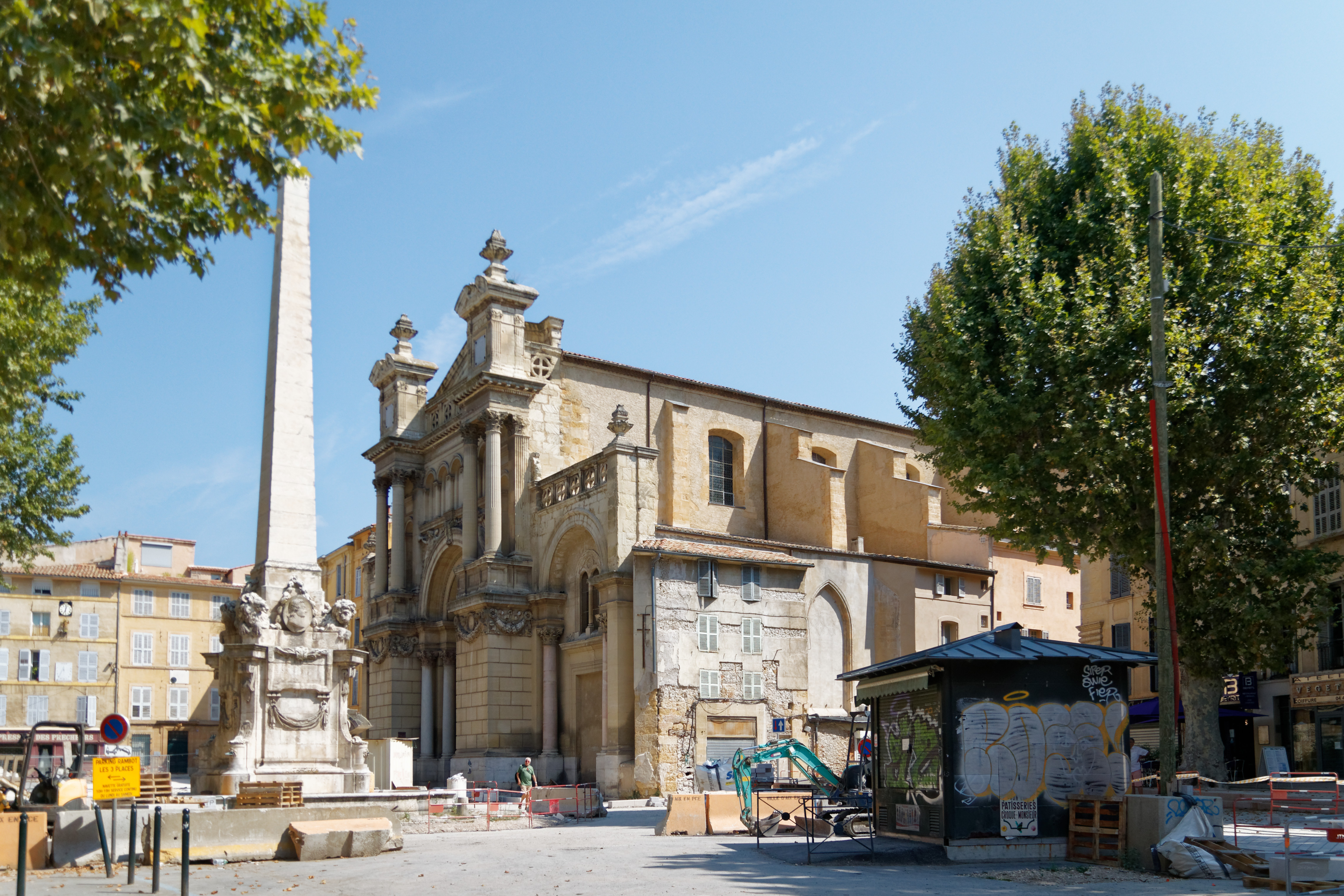
Église de la Madeleine 2018.

L'église de la Madeleine subit actuellement des travaux de stabilisation de l'édifice. Le site a été fermé au public en 2006 car sa stabilité était menacée. Ces travaux de sauvegarde ont été achevés en 2008. La fragilité du bâtiment se faisait jour principalement sur le côté qui longe la rue Portalis. La raison pourrait en être les divers commerces qui se sont appuyés à l'édifice, quasiment depuis sa construction en 1703. Le tremblement de terre de 1909 avait aussi considérablement endommagé l'église. Cette fragilisation a provoqué un endommagement des voûtes. Depuis 2009, l'église est sauvée. Elle est aujourd'hui en rénovation et toujours fermée au public. En octobre 2010, les 180 pièces que contient l'église sont toutes recensées et envoyées à Marseille dans des réserves climatisées le temps des travaux,.

## Organistes titulaires
Bernard Gely, Dominique Serve.